# Hadres
Hadres es una localidad del distrito de Hollabrunn, en el estado de Baja Austria, Austria, con una población estimada a principio del año 2018 de 1685 habitantes. 
Se encuentra ubicada en la zona centro-norte del estado, cerca de la frontera con República Checa y al noroeste de Viena.